# Puertas
Puertas és un municipi de la província de Salamanca a la comunitat autònoma de Castella i Lleó. Limita al Nord amb El Manzano i Villaseco de los Reyes, a l'Est amb Tremedal de Tormes, al Sud amb Espadaña i Villarmuerto i a l'Oest amb Brincones i Iruelos.

## Demografia
| 1991 | 1996 | 2001 | 2004 |
| ---- | ---- | ---- | ---- |
| 130  | 117  | 101  | 91   |